# اگوزه
شهر اگوزه (به فرانسوی: Éghezée) در شهرستان نمور در استان نمور در منطقه فدرال والوون در کشور بلژیک واقع شده‌است.